# Бели ловац, црно срце
Бели ловац, црно срце (енгл. White Hunter Black Heart) је филм из 1990. године који је режирао Клинт Иствуд. Главне улоге играју: Клинт Иствуд, Џеф Феј и Џорџ Зунза. 

## Радња
Прича се врти око славног филмаша Џона Вилсона (Иствуд), који путује у Африку како би снимио свој следећи филм, а заједно с њим путује и млади писац Пит Верил (Џеф Феј). За време припрема за снимање, постаје опседнут ловом на слонове. То доводи до сукоба између двојице мушкараца, понајвише због идеје убијања такве велике животиње ради рекреације. Вилсон чак каже како је то тако лоше да није само злочин против природе, него и „грех“. Ипак, не може прећи преко тога да убије дивовску животињу, слона с огромним кљовама. Лов завршава трагично, погибијом Вилсоновог водича Кивуа Матијас Чума, док га је штитио од слона, а Вилсон се ипак одлучује да не пуца.

## Улоге
| Глумац           | Улога                                    |
| ---------------- | ---------------------------------------- |
| Клинт Иствуд     | Џоб Вилсон                               |
| Џеф Феј          | Пит Верил                                |
| Џорџ Зунза       | Пол Ландерс                              |
| Парлота Корнвел  | госпођица Вилдинг, Вилсонова секретарица |
| Норман Ламсден   | батлер Џорџ                              |
| Едвард Тудор Пол | Рајсар, партнер из Британије             |
| Роди Мод-Роксби  | Томпсон, партнер из Британије            |
| Мариса Беренсон  | Кеј Гибсон, филмска звезда               |

## Зарада
- Зарада у САД - 2.319.124 $